# Marilyn Eastman
Marilyn Eastman (Beaver, 17 dicembre 1933 – Tampa, 22 agosto 2021) è stata un'attrice statunitense.

## Biografia
Divenne nota per aver interpretato Helen Cooper nel film La notte dei morti viventi (1968) di George A. Romero. Recitò anche in Scappa e vinci (1995) e Santa Claws (1996). Nel corso della sua carriera apparve anche in diversi musical, tra cui Follies (1981).
Era sposata con Karl Hardman, con il quale recitò nel film di Romero. Anche la sua figliastra Kyra Schon apparve nella medesima pellicola, interpretando la loro figlia. La coppia è stata sposata per 40 anni fino alla morte di Hardman nel 2007, a 80 anni, per cancro del pancreas.

## Filmografia
- Perry Mason - serie TV, episodio 3x24 (1960)
- La notte dei morti viventi (Night of the Living Dead), regia di George A. Romero (1968)
- Scappa e vinci (Houseguest), regia di Randall Miller (1995)
- Santa Claws, regia di John A. Russo (1996)